# Gerard Swope
Gerard Swope (1 de dezembro de 1872 – Nova Iorque, 20 de novembro de 1957) foi um empresário estadunidense do ramo da eletrônica.
Foi presidente da General Electric Company entre 1922 e 1939, e novamente, de 1942 até 1944. Durante este tempo, Swope expandiu os produtos da GE com uma estratégia de orientação dos consumidores para produtos eletrodomésticos, oferecendo crédito ao consumidor e serviços.
Swope criou inovações nas relações trabalhistas com numerosas reformas, tais como melhorias nas condições para os trabalhadores voluntários, seguro desemprego, participação nos lucros, na formação dos funcionários para aumentar a retenção e lealdade, e outros programas considerados radicais no seu tempo.
Swope aumentou as vendas e a eficiência global, obtendo lucros elevados e quota de mercado numa época onde a maior parte dos grandes empresas maltratavam os líderes trabalhistas.
A revista Forbes incluiu Swope entre os 20 homens de negócios mais influentes de todos os tempos.